# Fatuc-Hun
Fatuc-Hun (Fatokkun, Fatuchun, Faituk Hun) ist eine osttimoresische Aldeia im Suco Talitu (Verwaltungsamt Laulara, Gemeinde Aileu). 2015 lebten in der Aldeia 752 Menschen.

## Geographie und Einrichtungen
Die Aldeia Fatuc-Hun bildet den Süden des Sucos Talitu. Nördlich befinden sich die Aldeias Quelae und Talitu. Im Westen grenzt Fatuc-Hun an den Suco Cotolau und im Süden an den Suco Aissirimou. Der Bemos, ein Quellfluss des Rio Comoro, fließt entlang der Nordgrenze von Fatuc-Hun. Mehrere kleine Zuflüsse des Bemos kommen aus der Aldeia.
Durch den Süden von Fatuc-Hun führt die Überlandstraße von Aileu im Süden nach Dili im Norden. An ihr liegt der Ort Fatuc-Hun. Hier befinden sich eine Grundschule und die Kapelle São Miguel. Etwa anderthalb Kilometer die Straße weiter nordöstlich steht das Centro Comununitario.

## Politik
Bei den Kommunalwahlen in Osttimor 2009 wurde Matias Barreto zum Chefe de Aldeia gewählt. Die nächsten Wahlen fanden 2016 und 2023 statt.